# Podpeč ob Dravinji
Podpeč ob Dravinji – wieś w Słowenii, w gminie Slovenske Konjice. W 2018 roku liczyła 58 mieszkańców.